# Paranýmfi
Paránymfi, en grec moderne : Παράνυμφοι, ou Paranýmfi (Παρανύμφοι), est un village du dème d'Archánes-Asteroússia, dans le district régional de Héraklion, de la Crète, en Grèce. Selon le recensement de 2011, la population de Paránymfi compte 137 habitants.
Le village est situé à une altitude de 500 mètres.

## Recensements de la population
| Recensements | 1900 | 1920 | 1928 | 1940 | 1951 | 1961 | 1971 | 1981 | 1991 | 2001 | 2011 |
| ------------ | ---- | ---- | ---- | ---- | ---- | ---- | ---- | ---- | ---- | ---- | ---- |
| Population   | 122  | 172  | 182  | 225  | 251  | 285  | 260  | 247  |      | 213  | 137  |